# Leucophora canariensis
Leucophora canariensis este o specie de muște din genul Leucophora, familia Anthomyiidae, descrisă de Verner Michelsen în anul 1985. Conform Catalogue of Life specia Leucophora canariensis nu are subspecii cunoscute.